# Kozarîk, Troițke
Kozarîk (în ucraineană Козарик) este un sat în comuna Topoli din raionul Troițke, regiunea Luhansk, Ucraina.

## Demografie
Componența lingvistică a localității Kozarîk
     Rusă (91,03%)
     Ucraineană (8,97%)
Conform recensământului din 2001, majoritatea populației localității Kozarîk era vorbitoare de rusă (91,03%), existând în minoritate și vorbitori de ucraineană (8,97%).